# 第141次IOC総会
第141次IOC総会（だい141じIOCそうかい、英: 141st IOC Session）は、2023年10月15日から17日にインドのムンバイで開催されたIOC総会である。

## 開催都市
ムンバイが唯一の立候補都市であり、2022年北京オリンピックの期間中にIOCにより総会の開催都市として承認された。1983年にニューデリーで開催された第86次総会以来、インドにおける2度目の総会開催となる。しかし、インドオリンピック委員会に関する問題により、2023年10月に延期された。

## 議題

### 2030年冬季オリンピックの開催地選考
当初は2030年冬季オリンピックの開催地は第140次IOC総会で決定される予定であり、ソルトレイクシティ（アメリカ合衆国）と札幌市（日本）が候補地となっていた。IOC会長のトーマス・バッハはこの総会において2034年冬季オリンピックの開催地が決定される可能性については重要視していないとしていたが、2022年12月6日、IOCの理事会後にオンラインで記者会見を開き、2030年冬季オリンピックの開催都市決定について、2023年10月に開催される本総会からさらに延期することを明らかにした。新たな決定時期については2024年7月にフランスのパリで行われる第142次IOC総会をメドにしていた。
| 立候補都市                                    | 国       | 国内オリンピック委員会             | ウェブサイト   | 立場   |
| --------------------------------------------- | -------- | ---------------------------------- | -------------- | ------ |
| ソルトレイクシティ                            | アメリカ | アメリカオリンピック委員会 (USOPC) |                | 候補地 |
| 札幌市                                        | 日本     | 日本オリンピック委員会 (JOC)       | sapporo2030.jp | 候補地 |
| →詳細は「 2030年札幌オリンピック構想 」を参照 |          |                                    |                |        |

### 2028年ロサンゼルスオリンピックの追加競技
2028年ロサンゼルスオリンピックの追加競技についても最終決定が行われる予定である。2022年8月、9競技を候補とすることが確認され、同月後半にプレゼンが行われた。
- クリケット（国際クリケット評議会）
- ブレイクダンス（世界ダンススポーツ連盟）
- 野球・ソフトボール（世界野球ソフトボール連盟）
- フラッグフットボール（国際アメリカンフットボール連盟）
- ラクロス（ワールドラクロス）
- 空手道（世界空手連盟）
- キックボクシング（世界キックボクシング団体協会）
- スカッシュ（世界スカッシュ連盟）
- モータースポーツ（国際自動車連盟）